# 竹中茂雄
竹中 茂雄（たけなか しげお、1975年2月6日 - ）は「ひょう柄どんぶりの塩ラーメン屋さん一軒目」代表。

## 経歴
鹿児島県 いちき串木野市出身。中学生より柔道を始める。著者「そうだ！ラーメン屋になろう！」、「鹿児島ラーメン案内」
高校卒業後中華料理店にて修行を開始。修行の傍ら休日も県内外（岡山県、茨城県など）で料理を学ぶ。その姿勢が評価され中国、ハワイなどでフード研修を通し帰国後店を任される。
鹿児島で開催された、赤坂トゥーランドット脇屋友詞氏の中国料理イベントにてサポートスタッフとして参加。その後。姶良市にて2004年に中華料理店「一軒目」をオープン。自身の弟がオープンスタッフとして手伝う。
しかし弟によるボヤ騒ぎにて店舗が火事になりかけ、弟は退職。これを機にラーメン専門店に業態をリニューアルした。
鹿児島の食材に、中華料理の技法を積極的に使用し、ラーメンを料理の域に高めた鹿児島ニューウェイヴ店として話題になった。
特にそれまで鹿児島に無かった「魚介系の塩ラーメン」にマスコミがこぞって取り上げ「鹿児島魚介系ラーメン」と言う新しいジャンルが出来上がる。
ラーメン雑誌数社で鹿児島1位を受賞。
創業後も積極的に料理への探求を続け中国料理の根本である薬膳を学び直し、薬膳アドバイザーを取得。このタイミングで東洋医学に足を踏み入れる。
地元の食材を使用した御当地グルメ開発にも大きく貢献。姶良市（あいらし）食材のラー油「アイラー油」や、姶良市の蜂蜜を使用した「あいらはちみつ杏仁とうふ」、「姶良あご肉担々麺」、「鹿児島美人鶏飯」など数々の商品を開発。
あいらはちみつ杏仁とうふは、日本経済新聞 なんでもランキングにて全国10位にランキングされた。
その後、東洋医学を通し、修行時代から厨房で働く料理人に腰痛や肩こり、腱鞘炎などの不調が多いことから整体師の資格を取得。
調理師専門の整体院「COOK BODY」を立ち上げ、飲食店で働く人達の健康サポートを行う。
柔道から和太鼓演奏者のトレーニングまで幅広い人達のトレーニング指導が人気である。